# Хроническая цереброспинальная венозная недостаточность

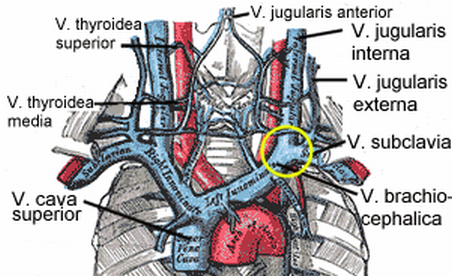
Шейные вены человека. Обратите внимание на v.jugularis interna стеноз которой, или наличие в ней неправильно работающего клапана, приводит к ХЦСВН. Коллатеральный кровоток идет по более мелким шейным венам, которые у больных с выраженным ХЦСВН отчетливо видны на МРА

Хроническая цереброспинальная венозная недостаточность (ХЦСВН), (англ.  сhronic cerebro-spinal venous insufficiency, CCSVI) — синдром, при котором нарушен венозный отток от центральной нервной системы. Существует гипотеза, что этот синдром играет существенную роль в патогенезе рассеянного склероза. Появление этой гипотезы вызвало оптимизм у больных рассеянным склерозом, но она остается непризнанной медицинским сообществом, поскольку пока не получила подтверждения или опровержения в рандомизированных контролируемых клинических испытаниях.

## История
Синдром хронической цереброспинальной венозной недостаточности впервые описан итальянским сосудистым хирургом Паоло Дзамбони в 2008 году и опубликован в 2009 году. Согласно Дзамбони, при ХЦСВН-синдроме наблюдаются стеноз яремных и непарной вен, что приводит к снижению в них кровотока и перемежающемуся возвратному движению крови (рефлюкс). Нарушение венозной гемодинамики в крупных венах приводит к нарушениям гемодинамики в венулах центральной нервной системы и изменениям в гематоэнцефалическом барьере, которые имеют патогенетическое значение для развития рассеянного склероза. 
В 2009 году в Болонье (Италия) состоялся первый международный симпозиум по этой проблеме, организатором которого выступил Международный союз флебологов.